# 拉克鲁瓦迪佩尔什
拉克鲁瓦迪佩尔什（法語：La Croix-du-Perche，法語發音：[la kʁwa dy pɛʁʃ]，意为“佩尔什的拉克鲁瓦”）是法国厄尔-卢瓦省的一个市镇，属于诺让勒罗特鲁区。

## 地理
拉克鲁瓦迪佩尔什（48°16'29"N, 1°2'55"E）面积12.5 平方千米，位于法国中央-卢瓦尔河谷大区厄尔-卢瓦省，该省份为法国北部内陆省份，北起顺时针与厄尔省、伊夫林省、埃松省、卢瓦雷省、卢瓦-谢尔省、萨尔特省和奧恩省接壤。
与拉克鲁瓦迪佩尔什接壤的市镇（或旧市镇、城区）包括：蒂龙-加尔代。
拉克鲁瓦迪佩尔什的时区为UTC+01:00、UTC+02:00（夏令时）。

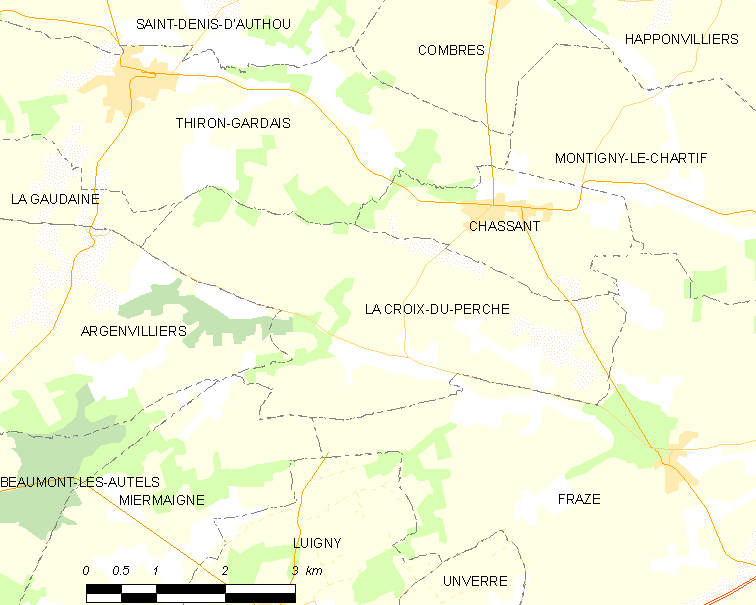
拉克鲁瓦迪佩尔什的OSM定位图

## 行政
拉克鲁瓦迪佩尔什的邮政编码为28480，INSEE市镇编码为28119。

## 政治
拉克鲁瓦迪佩尔什所属的省级选区为诺让勒罗特鲁县。

## 人口

1962-2008年间拉克鲁瓦迪佩尔什人口变化图示

拉克鲁瓦迪佩尔什于2022年1月1日时的人口数量为148人。